# Південь
Пі́вдень також: південна точка — сторона світу та одна з головних точок горизонту, точка де перетинаються математичний горизонт з небесним меридіаном, найближча до Південного полюсу Землі (прот. північ).
В українській мові позначається як Пд. S — міжнародне позначення (від нім. Süd, англ. South, фр. sud).
На карті Землі південь найчастіше розташований знизу (проте відомі й перевернуті карти).

## Походження терміна
Частина світу, де знаходиться сонце у середині дня, у південь.

## Значення в різних культурах
В багатьох країнах південь символізує вогонь, пристрасть, мужність, сонячну та місячну енергії. Але в Єгипті й Індії — ніч, пекло, символ жіночого початку.

### У китайців
Традиційний для китайського вчення феншуй компас Лопань показує не на Північний полюс Землі. Голка лопань вказує на південний магнітний полюс. Безпосередньо китайське слово компас (кит.: 指南针), переводиться як «голка, яка вказує на південь».

### В інків
Просторово південь у інків знаходився зверху, а північ — знизу (згідно з «Повідомленням кіпукамайоків», першою індійською хронікою Перу, 1542).